# Битва під Малаховим

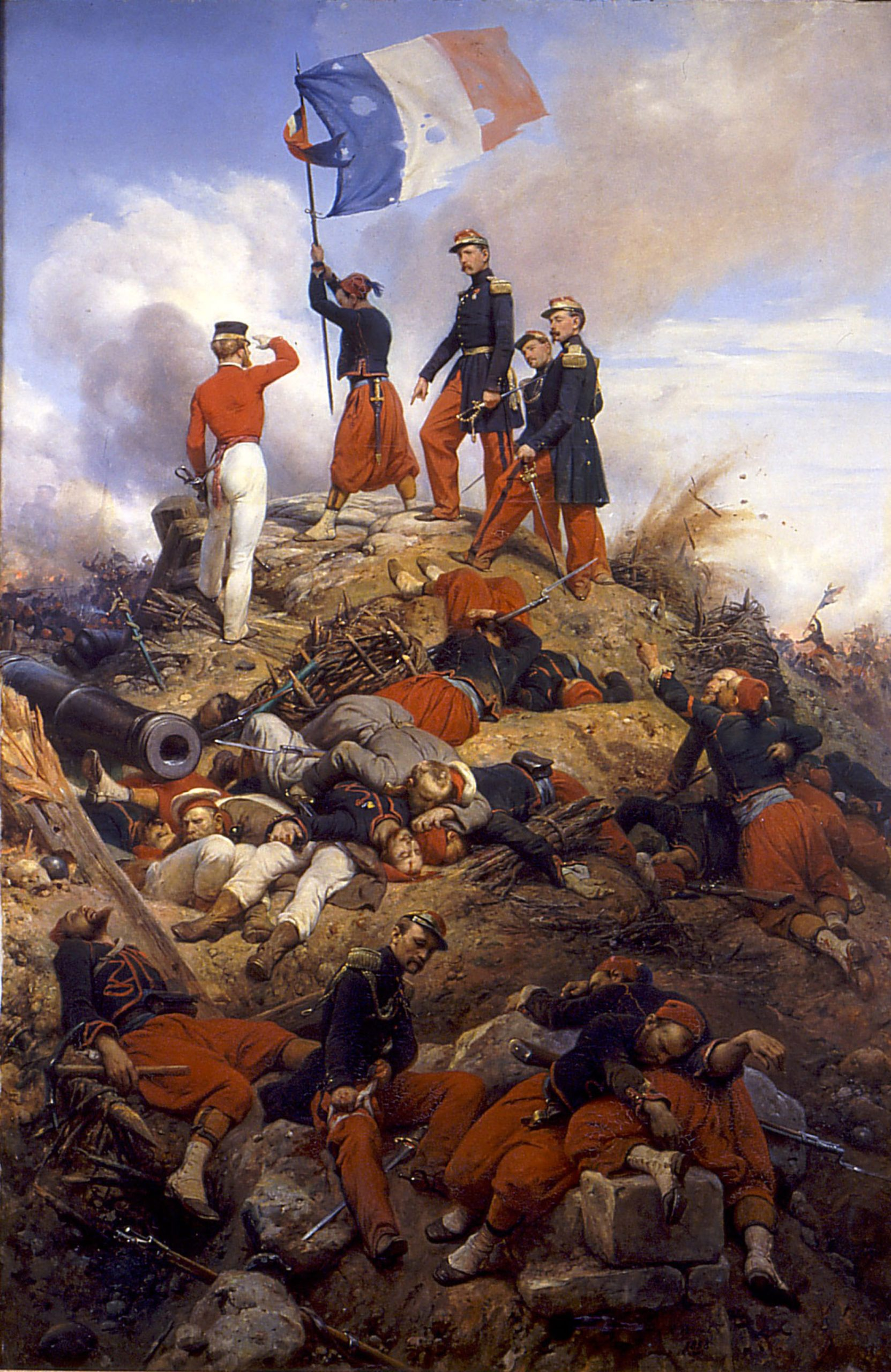
Взяття Малахова Ораса Верне. Британський офіцер салютує французькому прапору.

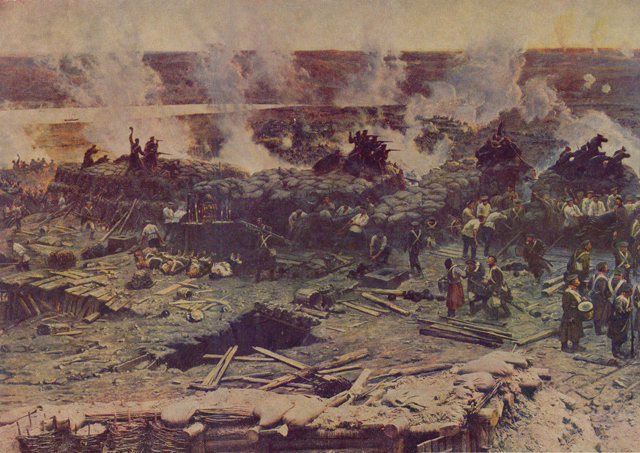
Фрагмент панорамної картини Франца Рубо (1904).

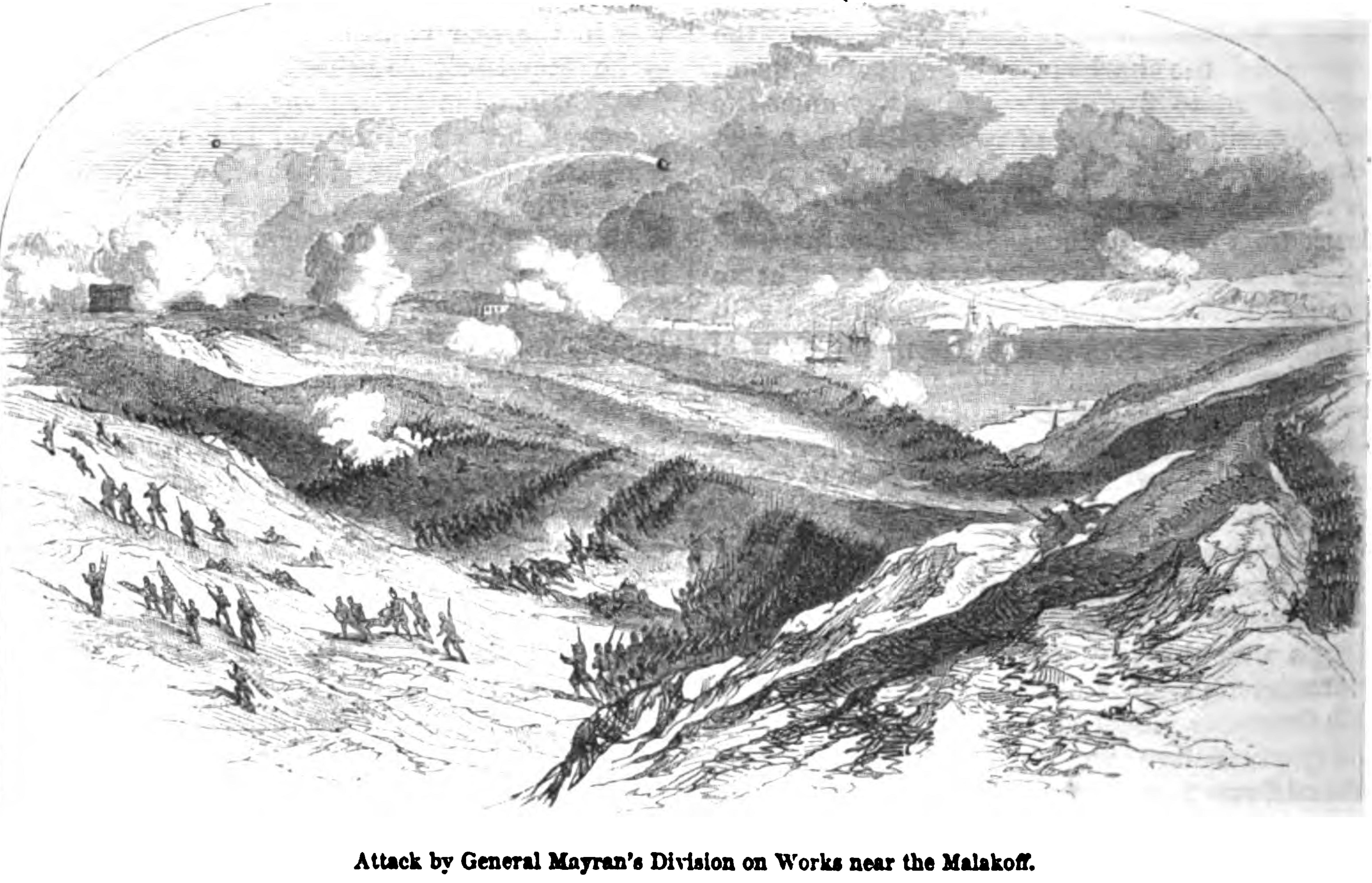
Атака дивізії генерала Майрана на укріплення біля Малахова. Джордж Додд. Картинна історія російської війни — 1854–56 рр.

Битва під Малаховим (фр. Bataille de Malakoff, рос. Бой на Малаховом кургане) або Битва за Малахів курган (рос. Штурм Малахова кургана) — серія атак Франції проти російських військ на Малахів курган. Перша атака була невдалою і відбулася 18 червня 1855 року. Наступний штурм редуту відбулося 8 вересня 1855 року. Штурми були частинами Кримської війни та облоги Севастополя. Французька армія під командуванням генерала Мак-Магона 8 вересня успішно штурмувала Малахів курган, тоді як одночасну атаку британців на Великий Редан на південь від Малахова було відбито. В один із вирішальних моментів війни французький зуав Ежен Лібо підняв французький прапор на вершині російського редуту. Завдяки битві під Малаховим 9 вересня Севастополь був взятий і 11-місячна облога була завершена.

## Фон
До 1784 року більшість укріплень навколо Севастополя були призначені для захисту входу в гавань, самого міста та його військово-морської бази і розташовувалися поблизу цих об'єктів. Будівництво укріплень на навколишніх пагорбах було заплановано ще в 1837 році, але на момент битви на північній стороні довгої бухти, зверненої на захід, були завершені лише основні споруди і прокладені дороги. На півдні центральним якорем оборонної системи був хребет Малахів курган. Розташований приблизно за 2+1⁄2 милі (4,0 км) на південний схід від міста, він складався з двоповерхової кам'яної вежі з вапняку, на якій на початку облоги росіяни розмістили п'ять важких 18-фунтових гармат.
З цією вежею пов'язана певна таємничість. Хоча відомо, що вежа була побудована за деякий час до початку війни, в історичних джерелах не вказано, коли саме це сталося, і немає жодної згадки про це в сучасних описах самої облоги. Крім того, існують різні варіанти написання та перекладу російською мовою або з російської, в тому числі й назви «Малахова башня». Відомо лише те, що вежу спочатку побудували або розширили севастопольські купці, а потім вона перейшла у власність російського флоту. Вежа мала діаметр близько 14-15 метрів (46-49 футів) і висоту 8 метрів (26 футів). У її центрі була розміщена батарея, відома як «Люнет Камчатка». Це була менша за розмірами фортифікаційна споруда, призначена для захисту кількох артилерійських знарядь.
У цей час російські картографи позначили всі пам'ятки на цьому хребті та навколо нього як «Форт Малахов». Сюди входили кілька великих могильних курганів і той самий хребет, що лежав попереду, відомий як Мамелон («верт Мамелон»). Назва Fortmortal Malakoff (або французькою Fort Malakoff, російською Малахов) збереглася після війни в західній літературі, що висвітлює Кримську війну.
Севастопольська гавань, утворена лиманом річки Чорної, була захищена від нападу з моря не тільки російськими військовими кораблями, що стояли на плаву і затонулими, але також важкими гранітними фортами з південного боку і оборонними спорудами. Для самого міста та передмістя Корабельна сторона плани робіт розроблялися роками. Малахова вежа охоплювала передмістя, обабіч якого були Редан і Малий редан. Місто було охоплено лінією споруд, позначеною флагштоком і центральними бастіонами, і відділене від Редана внутрішньою гаванню.
На початку війни на цих об'єктах розпочав роботи підполковник Едуард Тотлебен, російський головний інженер. Завдяки щоденним зусиллям з відновлення, переозброєння та вдосконалення укріплень, він зміг нарешті з'єднати їх із безперервною системою захисту фортечної стіни. Проте на початку жовтня 1854 року Севастополь не був такою величною фортецею, якою він став пізніше, і сам Тотлебен стверджував, що якби союзники атакували його негайно, їм би вдалося захопити місто. Однак на той час було багато причин, які заважали їм це зробити, і лише 17 жовтня відбувся перший штурм.

## Битва
Протягом усього 17 жовтня точилася грандіозна артилерійська дуель. Російська артилерія спочатку мала успіх, французький корпус потрапив в облогу і зазнав великих втрат. Наступаючий флот, який атакував портові батареї, також втратив 500 осіб, а кілька кораблів були серйозно пошкоджені. Проте, британським облоговим батареям вдалося змусити замовкнути Малаову вежу і його прибудови, після того, як їм вдалося влучити в склад боєприпасів, і, якби не невдачі на інших точках атаки, штурм міг би бути успішним. До світанку інженери Тотлебена відремонтували та покращили пошкоджені об'єкти.
Облога Севастополя тривала місяцями. Протягом липня росіяни втрачали в середньому 250 осіб на день, і нарешті росіяни вирішили вийти з глухого кута та поступового виснаження своєї армії. Горчаков і польова армія мали здійснити ще одну атаку на Чорній, першу після Інкермана. 16 серпня і Павло Ліпранді, і корпус Реда люто атакували 37 000 французьких і сардинських військ на висоті над мостом Трактир. Нападники кинулися з великою рішучістю, але врешті не змогли перемогти. Наприкінці дня росіяни відступили, залишивши 260 офіцерів і 8000 солдатів мертвими або вмираючими на полі; французи та британці втратили лише 1700 осіб. З цією поразкою зник останній шанс врятувати Севастополь.
Того ж дня рішуче бомбардування знову призвело до безсилля «Малахова» та його прибудов, і в результаті маршал Пелісьє з цілковитою впевненістю спланував останній штурм. Опівдні 8 вересня 1855 року весь корпус Боскета раптово атакував весь правий сектор. Бій був найвідчайдушнішим: атака французів на «Малахів» була успішною, але дві інші атаки французів були відбиті. Британська атака на Великий Редан спочатку була успішною, але через дві години після того, як французькі атаки на Флагстаффський бастіон (зліва від Великого Редана) були відбиті, російська контратака вибила британців з бастіону. З невдачею французьких атак у лівому секторі, але з падінням Малакова в руках французів подальші атаки були скасовані. Позиції росіян довкола міста вже не були стійкими.

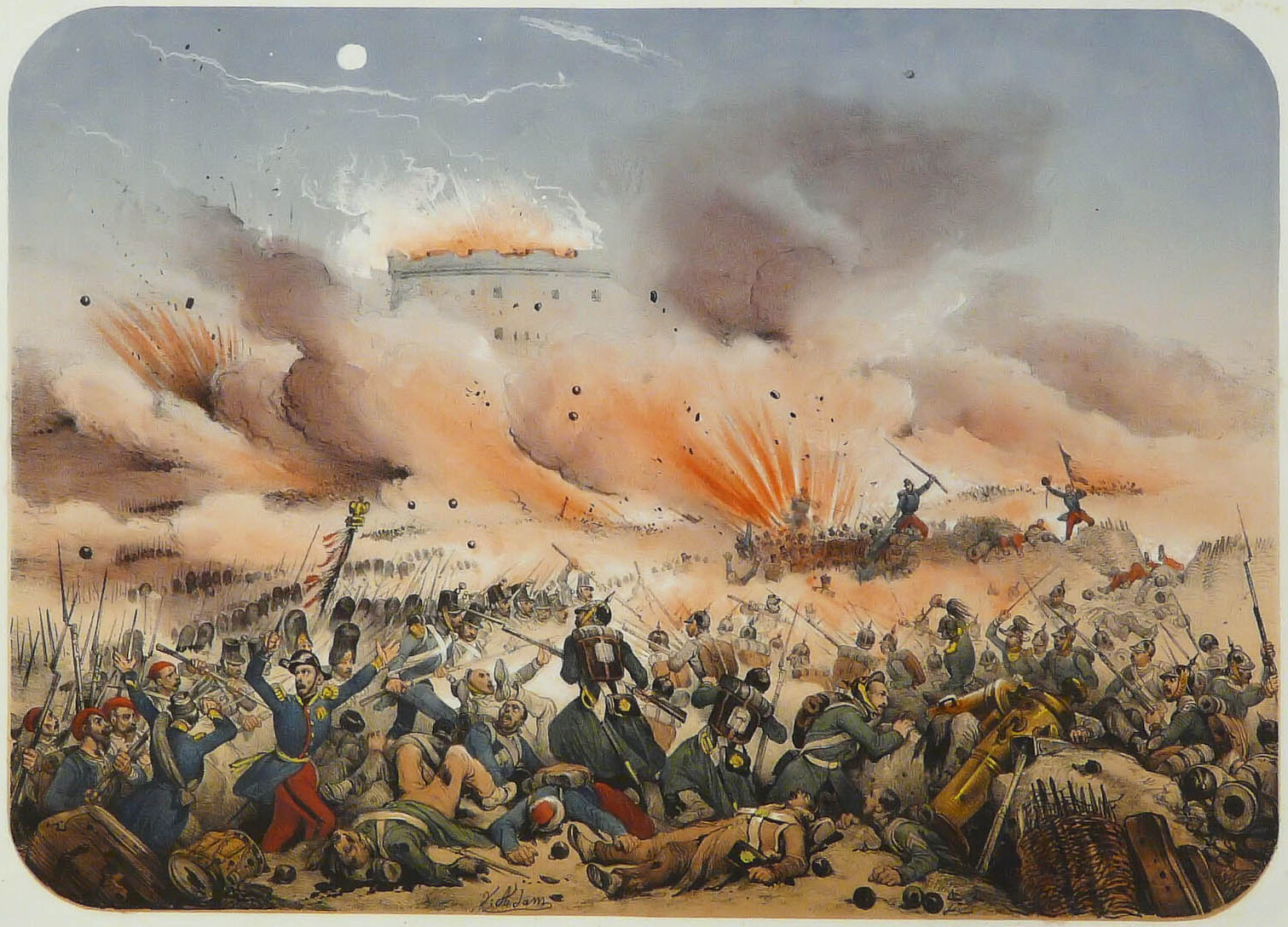
Напад на вежу, художник Віктор Адам

Протягом дня бомбардування викошувало скупчення російських солдатів уздовж всієї лінії. Падіння Малахова стало кінцем облоги міста. Тієї ночі росіяни втекли через мости на північний бік, а 9 вересня переможці заволоділи порожнім і палаючим містом. Втрати під час останнього штурму були дуже великими: для союзників — понад 8 000 осіб, для росіян — 13 000. В останній день загинуло щонайменше дев'ятнадцять генералів, і з захопленням Севастополя доля війни була вирішена. Проти Горчакова, який з польовою армією та залишками гарнізону утримував висоти на хуторі Макензі, не було проведено жодних серйозних операцій. Але Кінбурн був атакований з моря і, з морської точки зору, став першим випадком застосування військових панцерників. 26 лютого було укладено перемир'я, а Паризький договір був підписаний 30 березня 1856 року.

## Бойовий наказ від 8 вересня 1855 р
Справа наліво
Французький правий сектор (2-й французький корпус під командуванням дивізійного генерала Боскета)
- Малий Редан: 3-тя дивізія (дивізійний генерал Дюлак) — 17-й єгерський, 10-й, 57-й, 61-й і 85-й лінії, з 2-ю бригадою, 2-й дивізіон резервного корпусу (дивізійний генерал Джонк'єр) — 15-й і 95-й лінії, а також єгерські війська Охорона також прикріплена
- Навісна стіна між Малаховим і Малим Реданом: 4-та дивізія (дивізійний генерал Ла Мотте Руж) — 4-й егерський полк, 49-й, 86-й, 91-й і 100-й ряди, з доданою піхотною бригадою Імперської гвардії (бригадний генерал Уріх) — 1-ша і 2-га гвардійські гренадерські (1 млрд кожна) і 1-ша і 2-га гвардійські вольтігери (1 млрд кожна)
- Малаів: 1-й дивізіон (дивізійний генерал МакМагон) — 1-й егерський полк; 7-а, 20-а та 27-ма лінії, а також 1-й зуав з 1-ю бригадою, 2-ю дивізією (бригадний генерал Вімпфен) — алжирські тирельєри, 3-й зуавський і 50-й лінійний, а також гвардійський зуавський (два батальйони під командуванням полковника Жанніна), також приєднаний.

Британський сектор (див. Битва за Великий Редан)
Французький лівий сектор (1-й французький корпус під командуванням дивізійний генерал Ла Саллес)
- Бастіон дю Мат (бастіон Флагштока): 5-та дивізія (дивізійний генерал Д'Отемарр) — 5-й єгерський, 19-та, 26-а, 39-та та 74-та лінії, з доданою сардинської бригадою Чалдіні
- Центральний бастіон: 2-й дивізіон (дивізійний генерал Левайянт) — 9-й егерський полк, 21-ша, 42-га, 46-та та 80-та лінії, з 3-м дивізіоном (дивізійний генерал Пате) — 6-й егерський полк, 28-ма та 98-ма лінія, а також 1-й та 2-й іноземні легіони та 4-й дивізіон (дивізійний генерал Лефевр) — 10-й егерський полк, 14, 18, 43 і 79 лінії в резерві
- Прикриття лівого флангу — 30 та 35 лінії (відокремлені від інших командувань)

## Наслідки
На перший погляд здавалося, що Росія майже невразлива для морської держави, і жоден перший успіх, хай навіть нищівний, не зміг би упокорити Миколу І. Дійсно, саме по собі захоплення Севастополя не було б стратегічно вирішальним. Однак, оскільки цар вирішив захищати його за будь-яку ціну і з необмеженими ресурсами, це стало неприємною поразкою, особливо з огляду на те, що союзники досягли перемоги з обмеженими ресурсами.
Під час майже однорічної облоги Севастополя під час Кримської війни укріплення на Малахові викликали гостру боротьбу, оскільки з них відкривався вид на все місто та внутрішню гавань. Після успіху французьких військ під командуванням маршала Пелісьє, пізніше герцога Малакоффа (фр. Duc de Malakoff), і генерала Патріса де Мак-Магона, російські захисники евакуювали все місто 8 вересня 1855 року, що стало кульмінацією. до війни.
Оскільки фортеця забезпечила контроль над чорноморським портом Севастополя, російські війська знищили все своє обладнання та відступили, залишивши Росію без військових укріплень на Чорному морі. Довгоочікуване панування Росії на внутрішньому морі для отримання вільного проходу через Босфор до Середземного моря (і далі) тепер було неможливим.
З точки зору логістики британці та французи мали значну перевагу над росіянами, оскільки вони могли отримувати припаси з моря, тоді як росіянам доводилося везти припаси малорозвиненими і небезпечними пустельними шляхами півдня Росії. Росіяни втратили багато людей і коней, доставляючи припаси до Севастополя. Поспішний характер будівництва укріплень, які під час облоги щодня пошкоджувалися вогнем тисячі гармат, і які доводилося відбудовувати щоночі, вимагав залучення великих незахищених робочих партій, і втрати серед них були відповідно великими. Ці втрати виснажили ресурси Росії, і коли вони були змушені задіяти великі сили ополчення в битві на Чорній річці, стало очевидно, що кінець наближається.
Оповідання Льва Толстого, який був присутній на облозі, дають яскраву картину війни з російської точки зору, зображуючи страждання маршу в пустелі, ще більші нещастя життя в казематах і майже щоденну важке випробування, пов'язане зі стрільбою, під артобстрілом, проти нападу, який може відбутися або не відбутися.
Серед семи вцілілих захисників кам'яної вежі на Малаховому кургані, знайдених французькими військами серед убитих, був важко поранений Василь Колчак, батько Олександра Колчака. Пізніше Колчак став головою всіх контрреволюційних антикомуністичних білих сил під час громадянської війни в Росії.
У результаті висвітлення в пресі облоги вежі Малахів курган став відомим у Європі. На його честь було названо багато великих і дорогих веж у Західній Європі. Серед них були кілька кам'яних веж у Рурському регіоні, так званий капонірний форт Малакофф у Майнці та вежа Малакофф з жовтого пісковику в місті Люксембург. Крім того, на честь герцога Малакоффа був названий пиріг Малакофф, як і сирна страва в деяких частинах Швейцарії. У Франції ця битва була офіційно відзначена рідкісним способом: окрім битви при Мадженті (під час Італійської кампанії), це був єдиний з подвигів імператора Наполеона III, який призвів до присвоєння титулу перемоги (обидва герцогський чин); цією відзнакою був нагороджений маршал Пелісьє.
На честь цієї битви також було названо передмістя Парижа, а також авеню де Малакофф. На Малаховому кургані, де велися бої, зараз знаходиться Вічний вогонь на честь оборони Севастополя під час Другої світової війни. Там же розташована гілка великої панорами Франца Рубо, що представляє битву 1855 року.

## Уточнення
1. ↑  18 червня і 8 вересня були датами двох французьких штурмів Малахова, але союзники обстрілювали позицію протягом всієї облоги з жовтня 1854 року по вересень 1855 року. Під час Кримської війни союзники використовували григоріанський календар, а росіяни - юліанський. Через різницю у дванадцять днів між двома календарями деякі джерела стверджують, що битва під Малаховим відбулася 27 серпня.
2. ↑  Флетчер та Іщенко зазначають, що для штурму 18 червня французи зібрали три дивізії по 6000 осіб кожна з четвертою в резерві, тоді як британці послали 3000 осіб для штурму Великого Редана та ще 1000 у резерві. Росіяни мали 35 батальйонів піхоти за Малаховим і Малим Реданом.[5] Гільємін припускає, що 11 000 росіян захищали Корабельне передмістя.[6] Едуард Тотлебен вказує, що на цьому етапі облоги Севастополь захищали близько 53 000 осіб за підтримки 22 000 солдатів, розташованих на висотах на схід від міста. Війська союзників налічували 100 тис. французів, 45 тис. англійців, 15 тис. сардинців і 7 тис. османів.[7] · [8]
3. ↑  За словами Скорікова, 8 вересня у Малакова перебували 1400 піхотинців, 500 артилеристів, 900 копачів і 100 саперів.[9] Флетчер та Іщенко стверджують, що Севастополь захищали близько 50 тисяч солдатів[10], а французи вишикували 25 000 чоловік проти Корабельного передмістя і 20 000 проти міста; їх також підтримували 5 000 сардинців, розміщених проти Флагштокського бастіону.[11] Файгес зазначає, що французи розгорнули для атаки десять з половиною дивізій, які представляли 35 000 французів і 2 000 сардинців.[12] Гільємін припускає, що 50 000 росіян утримували місто, тоді як британці виставили 10 700 осіб.[13] Гуттман згадує про 50 000 росіян, яких атакували 20 500 французів з боку міста, 25 500 французів з передмістя Корабельної, 10 700 британців і сардинська бригада.[14]
4. ↑  Fletcher and Ischenko point out that for the assault on June 18 the French assembled three divisions of 6,000 men each with a fourth in reserve, while the British sent 3,000 men to storm the Great Redan and another 1,000 in reserve; the Russians had 35 infantry battalions behind Malakoff and Little Redan.[5] Guillemin suggests that 11,000 Russians were defending the suburb of Korabelnaya.[6] Eduard Totleben indicates that at this stage of the siege Sevastopol was defended by about 53,000 men, supported by 22,000 soldiers stationed on the heights east of the city. Allied forces numbered 100,000 French, 45,000 British, 15,000 Sardinians, and 7,000 Ottomans.[7] · [8]
5. ↑  За словами Скорикова, 8 вересня у Малахові перебували 1400 піхотинців, 500 артилеристів, 900 копачів і 100 саперів.[9] Флетчер та Іщенко заявляють, що Севастополь захищали близько 50 тисяч солдатів,[10] і що французи мали 25 000 чоловік, вишикуваних проти Корабельної передмістя і 20 000 проти міста; їх також підтримали 5000 сардинців, розгорнутих проти Флагстафського бастіону.[11] Файгес зазначає, що французи розгорнули для атаки десять з половиною дивізій, які представляли 35 000 французів і 2 000 сардинців.[12] Гільємін припускає, що 50 000 росіян утримували місто, тоді як британці виставили 10 700 осіб.[13] Гутман згадує про 50 000 росіян, яких атакували 20 500 французів з боку міста, 25 500 французів з передмістя Корабельної, 10 700 англійців і сардинська бригада.[14]
6. ↑  Гуч повідомив, що 18 червня французи втратили 3500 осіб, у порівнянні з 1500 британцями та росіянами.[15] Флетчер та Іщенко навели ті самі цифри, додавши, що під час бомбардування 17 червня росіяни втратили 4000 осіб.[5] Гіймен стверджує, що росіяни втратили 5500 чоловік, у тому числі 4000 під час бомбардування 17 числа, британці 1700, французи 1400 убитими, 1800 пораненими та 400 військовополоненими.[2] Гутман оцінює, що у французів було 1600 убитих і 2200 поранених, у той час як у росіян і британців було по 1500 убитих і поранених.[16] Файджес повідомляє, що британці втратили близько 1000 чоловік, а французи «можливо, у шість разів більше, але точна кількість була під цензурою».[17]
7. ↑  Флетчер та Іщенко зазначають, що втрати французів 8 вересня становили 1634 убитих, 4513 поранених і 1410 зниклих безвісти; росіяни 2684 убитих, 7243 поранених і 1739 зниклих безвісти; британці 390 убитих, 2043 поранених і 177 зниклих безвісти; вони зазначають, що зниклих безвісти можна вважати вбитими.[18] Гіймен повідомляє, що французи втратили 7600 осіб, у тому числі 1900 убитими, росіяни втратили 12900 осіб, у тому числі 3000 убитими, британці втратили 2400 осіб, у тому числі 400 убитими, а сардинці втратили 40 осіб.[19] Гутман припускає, що росіяни втратили 13 000 осіб, французи 7500, а британці 2500.[20]
8. ↑  Гуч повідомив, що французи втратили 3500 осіб 18 червня, у порівнянні з 1500 британцями та росіянами.[15] Флетчер та Іщенко навели ті самі цифри, додавши, що росіяни втратили 4000 осіб у бою. Бомбардування 17 червня.[5] Гійємін стверджує, що росіяни втратили 5500 осіб, у тому числі 4000 під час бомбардування 17 числа, британці 1700, французи 1400 убитими, 1800 пораненими, і 400 військовополонених.[2] Гутман оцінює, що французи мали 1600 убитих і 2200 поранених, тоді як росіяни і Британці мали по 1500 убитих і поранених кожен.[16] Файджес повідомляє, що британці втратили близько 1000 чоловік, а французи «можливо, у шість разів більше, але точна кількість була піддана цензурі».[17]
9. ↑  Флетчер та Іщенко зазначають, що втрати французів 8 вересня становили 1634 убитих, 4513 поранених і 1410 зниклих безвісти; росіяни 2684 убитих, 7243 поранених і 1739 зниклих безвісти; британці 390 убитих, 2043 поранених і 177 зниклих безвісти; вони зазначають, що зниклих безвісти можна вважати вбитими.[18] Гіймен повідомляє, що французи втратили 7600 осіб, у тому числі 1900 убитими, росіяни втратили 12900 осіб, у тому числі 3000 убитими, британці втратили 2400 осіб, у тому числі 400 убитими, а сардинці втратили 40 осіб.[19] Гутман припускає, що росіяни втратили 13 000 осіб, французи 7500, а британці 2500.[20]